# Yamato Wakatsuki
Yamato Wakatsuki (若月 大和 Wakatsuki Yamato?, Gunma, 18 de enero de 2002) es un futbolista japonés que juega como delantero en el Albirex Niigata de la J1 League.

## Trayectoria
En 2019 se unió al Shonan Bellmare de la J1 League.

## Clubes
| Club                   | País  | Año       |
| ---------------------- | ----- | --------- |
| Shonan Bellmare        | Japón | 2019-2023 |
| F. C. Sion (cedido)    | Suiza | 2020-2021 |
| Renofa Yamaguchi F. C. | Japón | 2024      |
| Albirex Niigata        | Japón | 2025-     |